# Futbalový štadión MUDr. Ivana Chodáka
Futbalový štadión MUDr. Ivana Chodáka – stadion sportowy w Dolným Kubínie, na Słowacji. Obiekt może pomieścić 5200 widzów. Swoje spotkania rozgrywają na nim piłkarze klubu MFK Dolný Kubín. Obiekt położony jest w części miasta Veľký Bysterec, nad brzegiem rzeki Orawy, w sąsiedztwie krytego lodowiska. Stadion nosi imię Ivana Chodáka, pochodzącego z Dolnego Kubína sportowca i lekarza. 5 lipca 2009 roku na obiekcie rozegrano mecz o piłkarski Superpuchar Słowacji (Slovan Bratysława – MFK Koszyce 2:0).